# 英格里亞
英格里亞，或称英格利亞（芬蘭語： / ；俄语： /  / ；愛沙尼亞語： / ），是涅瓦河流域中被芬蘭灣、納爾瓦河、楚德湖、拉多加湖所圍起的一個地區。中心城市是聖彼得堡。對俄羅斯來說，這一地區是俄羅斯往波羅的海和西歐的出口，因此在歷史上俄羅斯多次和瑞典爭奪此地。十月革命後，該地區曾短暫出現北英格里亞共和國。